# Jo Toennaer
Jo Toennaer (Maastricht, 16 de diciembre de 1933-26 de julio de 2024) fue un futbolista neerlandés que jugó en las posiciones de delantero y defensa.

## Carrera
Jo Toennaer es el futbolista con más años como parte del MVV Maastricht, permaneció toda su vida futbolística en el club con veinte años, jugó casi 500 partidos de liga porque Tonanaer se sintió fuertemente conectado con su ciudad. Su debut fue como un joven de 18 años el 3 de febrero de 1952 en el juego en casa contra el Feyenoord (2-3). En el segundo partido de su carrera anotó dos goles ante el RBC Roosendaal el 27 de abril de 1952 en la victoria por 2-0. Su primer partido como profesional fue el 28 de noviembre de 1954 en casa contra el Go Ahead Eagles (4-1).
La posición de Toennaer cambió en 1958, se trasladó al mediocampo y más tarde se convirtió en capitán del club, en sus últimos años se convirtió en un defensor central. En la temporada 1970/71 estuvo plagado de lesiones, no quería darse por vencido y como jugador de 37 años era el más viejo de la Eredivisie, y planeaba continuar un año más. Después de una operación de rodilla en mayo de 1971 decidió retirarse. El MVV organizó un partido de despedida contra el club belga Sint-Truidense VV (0-1) el 11 de agosto de 1971. Toennaer permaneció en el club en todo tipo de funciones, incluso como scout.
En total jugó 482 partidos oficiales aunque su registro total incluyendo partidos amistosos llegó a más de 700 y anotó 61 goles, siendo el futbolista de países Bajos que estuvo más años con un mismo equipo.

## Logros
- Copa Intertoto (1): 1970